# Saussurea tomentosella
Saussurea tomentosella là một loài thực vật có hoa trong họ Cúc. Loài này được A.P.Khokhr. miêu tả khoa học đầu tiên năm 1981.